# Дранси (концентрационный лагерь)
Лагерь «Дранси» (фр. Drancy) — нацистский концентрационный лагерь и транзитный пункт для отправки в немецкие лагеря смерти, существовавший в 1941—1944 годах во Франции.
Использовался для временного содержания евреев, которые впоследствии отправлялись в лагеря смерти. 70 тысяч евреев прошло через Дранси, 64 759 были депортированы, в том числе 61 тысяча в Освенцим и Собибор. Только 2 тыс. человек остались живы, когда лагерь освободили силы союзников 17 августа 1944 года.

## История

### Создание лагеря
Комплекс зданий в пригороде Парижа был конфискован немецкими оккупационными властями в 1940 году. Он использовался сначала как полицейские казармы, затем был преобразован в первичный центр содержания под стражей в Парижском регионе для изоляции евреев и других людей, которых планировалось депортировать из Франции.
Этот лагерь, которым последовательно управляли Теодор Даннекер, Хайнц Рётке, затем Алоиз Бруннер, был в течение трех лет (во время немецкой оккупации) основным местом интернирования перед депортацией со станции Ле Бурже (1942—1943) затем со станции Бобиньи (1943—1944) в нацистские лагеря смерти, в основном в Освенцим . Девять из десяти евреев, депортированных из Франции, прошли через лагерь Дранси во время Холокоста в стране. Лагерь Дранси включал три вспомогательных лагеря в Париже: Аустерлиц, Левитан и Бассано.
- Заключённые в Дранси

## Память
В 1976 году открылся Мемориал депортации в Дранси, скульптор — Шломо Зелингер. В 2007 году режиссёр Паоло Барзман снял фильм Эмоциональная арифметика, посвящённый лагерю.